# The Amazing Spider-Man: Web of Fire
The Amazing Spider-Man: Web of Fire (с англ. — «Удивительный Человек-паук: Паутина огня») — видеоигра, выпущенная для Sega 32X и основанная на популярном персонаже Человеке-пауке из Marvel Comics. Это была последняя игра, выпущенная для системы 32X в Северной Америке и известная как одна из самых редких игр для системы, часто продающаяся за сотни долларов на прочих рынках у различных коллекционеров.
Графика персонажей была отрендерена на рабочих станциях Silicon Graphics с использованием технологии motion capture для создания анимации.

## Геймплей
Игра представляет собой Action-adventure с боковой прокруткой. Игрок управляет Человеком-пауком, проводя его через шесть уровней, чтобы помочь ему противостоять неонацистской и террористической организации Г.И.Д.Р.А., а также нанятых ими суперзлодеям из Нового инфорсера. В качестве боссов выступают Человек-дракон, Угорь, Термит, Блиц и Супер-Адаптоид. Каратель тоже появляется, хотя он не является боссом. Игрок также может призвать на помощь супергероя Сорвиголову, собрав достаточное количество монеток «DD».

## Сюжет
Г.И.Д.Р.А. взяла в плен всех в Нью-Йорке и установила генераторы по всему городу. В результате над Нью-Йорком появилось лазерное силовое поле, удерживающее всех граждан в плену. Каждый из новых инфорсеров охраняют свой генератор, чтобы планы Г.И.Д.Р.ы не провалились. В конце уровней Человек-паук должен победить каждого члена Нового инфорсера, уничтожая каждый генератор.

## Разработка и выпуск
The Amazing Spider-Man: Web of Fire была разработана преимущественно людьми, ответственными за предыдущие проекты BlueSky Software, среди которых были Vectorman и его сиквел. Разработкой руководили сопродюссеры Джерри Хубер и Джерри Маркота, а ведущими программистами выступили Брайан Белфилд и Кейт Фрайхейт. Калифорнийский разработчик Zono помогал с дизайном игры, а за пиксельную графику отвечали несколько художников. Рендер графики персонажей происходил на рабочих станциях Silicon Graphics с использованием технологии захвата движения для создания анимации на основе раскадровок от Marvel. Музыка для игры была написана композиторами Брайаном Л. Шмидтом и Сэмом Пауэллом.
Перед релизом игра демонстрировалась на таких мероприятиях, как E3 1995. Релиз состоялся только в Северной Америке в марте 1996 года, при этом незадолго до этого Sega объявила о прекращении поддержки 32X. Это была последняя выпущенная в североамериканском регионе игра для этой системы, ориентировочный тираж составил 1500 копий. Из-за этого игра стала одной из самых редких и дорогих для 32X: на рынке коллекционеров картриджи с игрой могут стоить 200—400 долларов.

## Отзывы
The Amazing Spider-Man: Web of Fire по большей части был проигнорирован игровой прессой ввиду прекращения поддержки Sega 32X. «GamePro» дал игре только краткий обзор, а другие игровые публикации, такие как «Electronic Gaming Monthly», «GameSpot» и «Next Generation» не уделили игре никакого внимания, кроме ранних предварительных обзоров. В обзоре «GamePro» говорится, что игра была «приличным сайд-скроллером», «паутиной», «головоломкой», с проворными спрайтами, множеством ползучих движений и точными графическими деталями». По словам обозревателя GamePro, The Amazing Spider-Man: Web of Fire не разочарует поклонников Marvel, хотя она не поднимает Человека-паука в пантеон великих героев видеоигр.